# Letni Puchar Świata w narciarstwie alpejskim 2021
Sezon 2021 Letniego Pucharu Świata w narciarstwie alpejskim rozpoczął się 5 czerwca 2021 r. w słowackich Piešťanach. Początkowo ostatnie zawody z tego cyklu zaplanowane były w dniach 22–24 września tego samego roku w irańskim Dizin, jednak zostały odwołane i finałowe zmagania przeprowadziła włoska miejscowość Tambre. Przeprowadzonych zostało 13 konkursów dla kobiet i dla mężczyzn.

## Letni Puchar Świata w narciarstwie alpejskim kobiet
Wśród kobiet letniego pucharu świata z sezonu 2020 broniła Austriaczka Jacqueline Gerlach. Tym razem najlepsza okazała się słowaczka Nikola Fričová.
W poszczególnych klasyfikacjach triumfowały:
- slalom:  Nikola Fričová
- gigant:  Kristin Posch
- supergigant:  Margherita Mazzoncini

## Letni Puchar Świata w narciarstwie alpejskim mężczyzn
Wśród mężczyzn letniego pucharu świata z sezonu 2020 bronił Czech Martin Barták. Tym razem najlepszy okazał się Austriak Hannes Angerer.
W poszczególnych klasyfikacjach triumfowali:
- slalom:  Hannes Angerer
- gigant:  Edoardo Frau
- supergigant:  Edoardo Frau